# Nikolaus Lorenz
Nikolaus Lorenz (* 3. August 1929 in Kleinker; † 13. November 2016) war ein deutscher Politiker, der von 1960 bis 1976 für die SPD im Landtag von Baden-Württemberg saß.

## Leben
Lorenz besuchte die Volksschule und nach fast einjähriger französischer Kriegsgefangenschaft das Pädagogium und die Pädagogische Akademie in Konstanz, wo sich seine Familie 1942 niedergelassen hatte. 1952 trat er in den badischen Schuldienst ein. Er war in Freiburg im Breisgau, Holzen, Maulburg und Weil am Rhein als Lehrer tätig und war später im Rang eines Oberschulrats Konrektor. Von 1972 bis 1992 leitete er das staatliche Schulamt in Lörrach.
1950 trat Lorenz in die SPD ein. 1960 wurde er Vorsitzender des SPD-Kreisverbands Lörrach und zog im gleichen Jahr als Abgeordneter in den Landtag von Baden-Württemberg ein, dem er vier Wahlperioden bis 1976 angehörte. Von 1965 bis 1984 war er zudem Mitglied des Gemeinderats von Weil am Rhein. Lorenz lancierte 1962/63 maßgeblich die Gründung einer simultanen pädagogischen Hochschule in Lörrach als Gegengewicht zur damals katholischen pädagogischen Hochschule in Freiburg. Nach dem Beschluss der Landesregierung von 1980 zur Schließung der Pädagogischen Hochschule Lörrach (1984) gehörte Lorenz zu den Gründungsmitgliedern des Förderkreis der Wissenschaftlichen Regionalbibliothek in Lörrach e.V., der sich um den Erhalt des Literaturbestandes der pädagogischen Hochschule für Lörrach bemühte und die Wissenschaftliche Regionalbibliothek Lörrach ins Leben rief.

## Ehrungen
- 1976: Verdienstkreuz 1. Klasse der Bundesrepublik Deutschland